# Sylvestre-François Lacroix

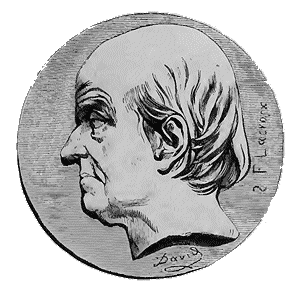
Sylvestre-François Lacroix.

Sylvestre-François Lacroix, född 28 april 1768, död 24 maj 1843, var en fransk matematiker.

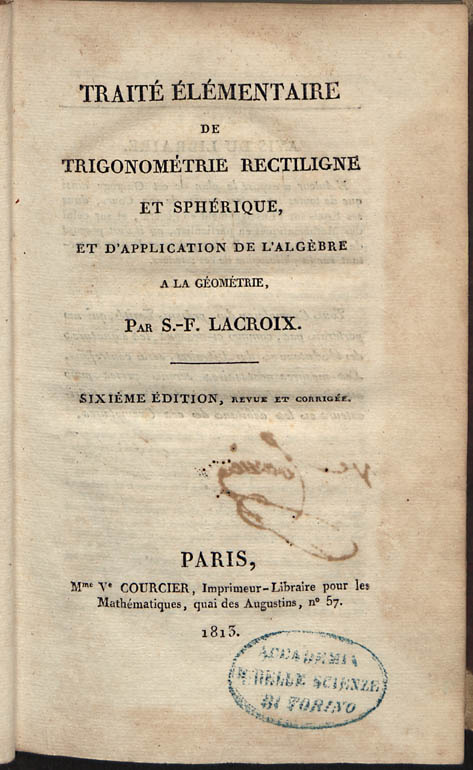
Traité élémentaire de trigonométrie rectiligne et sphérique, et d'application de l'algèbre à la géométrie, 1813

Lacroix var lärare vid École polytechnique, blev 1815 professor vid Collège de France och utgav värdefulla läroböcker, bland annat Traité du calcul différentiel et du calcul intégral (2 band, 1797, 7:e upplagan 1867), där han med användande av källuppgifter samlat infinitesimalkalkylens då kända resultat, Essais sur l'enseignement en général et sur celui des mathématiques en particulier (4:e utgåvan 1838) samt Traité des différences et des séries (1800).